# NGC 5279
NGC 5279 is een balkspiraalstelsel in het sterrenbeeld Grote Beer. Het hemelobject werd op 4 mei 1831 ontdekt door de Britse astronoom John Herschel. NGC 5279 interageert met het nabijgelegen sterrenstelsel NGC 5278.

## Synoniemen
- UGC 8678
- Arp 239
- MCG 9-22-102
- ZWG 271.58
- MK 271A
- ZWG 272.3
- 1ZW 69
- KCPG 390B
- VV 19
- PGC 48482